# Der Schrecken der Steinwüste
Der Schrecken der Steinwüste ist ein US-amerikanischer Stummfilmwestern aus dem Jahr 1926 von George B. Seitz mit Neil Hamilton und Shirley Mason in den Hauptrollen. Der Film wurde von der Famous Players-Lasky Corporation produziert und basiert auf dem Roman Desert Gold von Zane Grey.

## Handlung
Dick Gale, der lebenslustige Sohn des angesehenen New Yorker Anwalts Richard Gale, erhält von seinem Vater ein Ultimatum. Er soll sich entweder einen Job suchen oder verschwinden. Dick geht nach Westen und erreicht die Grenzstadt Casita. Dort wird Lieutenant George Thorne, ein Kommandeur der US-Kavallerie, von dem skrupellosen Gesetzlosen und Killer Snake Landree gefangen gehalten. Landree hat die Villa von Don Sebastián Castanada, einem der alten spanischen Landbesitzer, geplündert, um dessen Tochter Mercedes, die Thorne liebt, gefangen zu nehmen. Doch sie ist als Tagelöhner verkleidet mit Hilfe des Indianers Yaqui, den sie zuvor gesund gepflegt hat, geflohen.

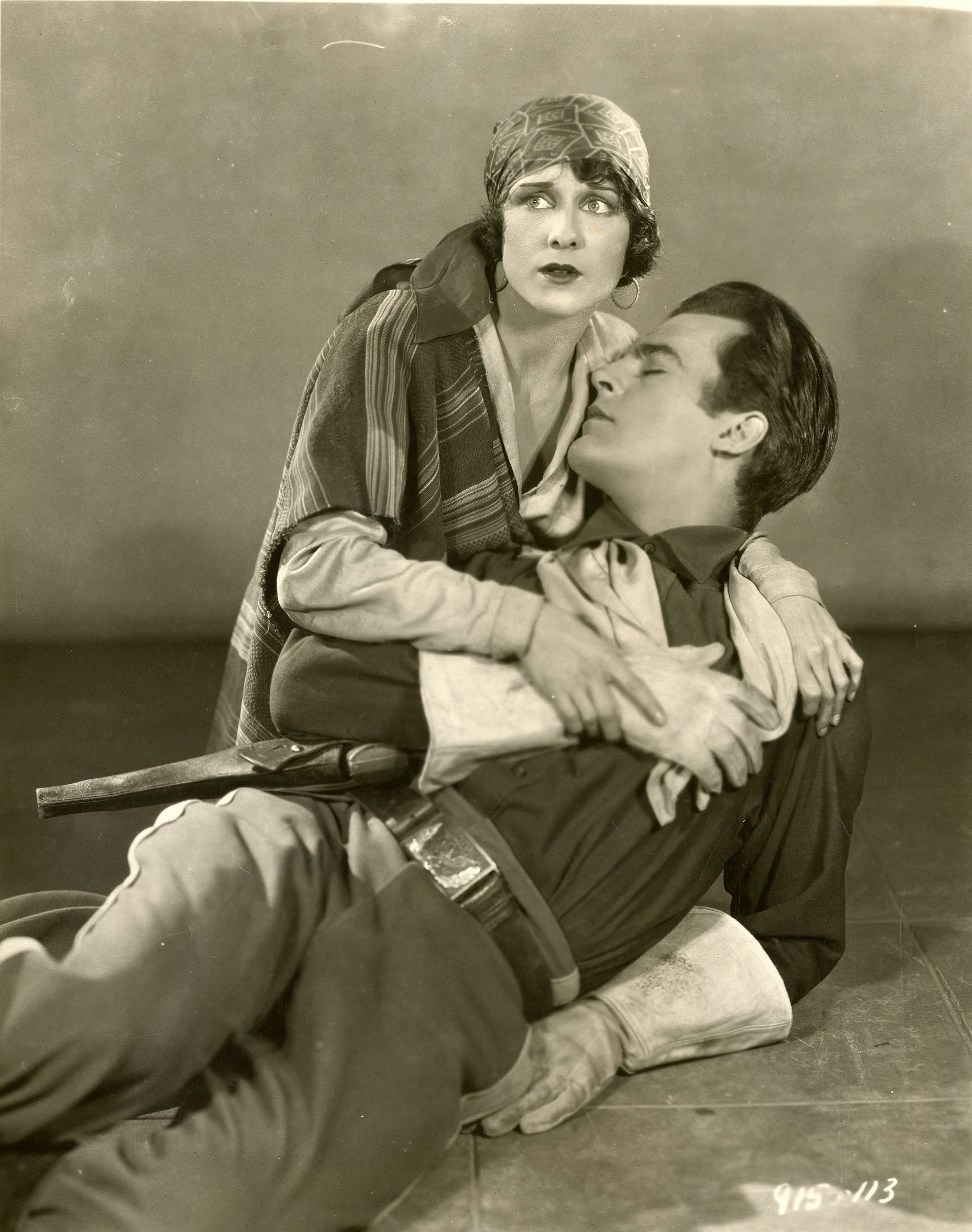
Neil Hamilton und Shirley Mason

Dick kann Thorne befreien. Als die beiden auch Mercedes retten wollen, wird Thorne verletzt. Während er sich versteckt, fliehen Dick und Mercedes mit Yaqui als Führer in die Wüste. Ein Sandsturm schlägt die Verfolger zurück, doch ihre Pferde gehen verloren und Yaqui wird verletzt. Thorne kehrt zum Fort zurück, ohne von ihrer misslichen Lage zu wissen, während die Flüchtigen von Landrees Männern aufgespürt werden. Yaqui löst einen Erdrutsch aus, der ihnen den Weg versperrt, ihm aber das Leben kostet. Thorne rettet die beiden und gibt, als er die Liebe von Dick und Mercedes erkennt, seine eigene Hoffnung, mit Mercedes zusammenzukommen, auf.

## Hintergrund
Am 10. Januar 1926 wurde berichtet, dass sich über 200 Darsteller von Paramount im kalifornischen Morongo Valley befanden, um die Eröffnungsszenen für des Films zu drehen.
Zane Greys Roman wurde ab dem 1. März 1913 als Fortsetzungsroman veröffentlicht. Unter demselben Titel wurden zwei weitere Adaptionen seines Romans produziert: Ein 1919 von Zane Grey Pictures produzierter Film unter der Regie von T. Hayes Hunter und eine 1936 von Paramount produzierte Produktion unter der Regie von James P. Hogan.
Lloyd Ahern sr. arbeitete als Kameraassistent, B. P. Schulberg und Hector Turnbull waren die Produktionsleiter.

## Veröffentlichung
Die Premiere des Films fand am 22. März 1926 in New York statt. 1927 kam er in Österreich in die Kinos.